# Martial (Adelsgeschlecht)

Das Wappen der Linie von Martial zu Burg Bröl

Das Adelsgeschlecht von Martial ist ein scheinbar altes Adelsgeschlecht, das teilweise verarmte und in einem Zweig bürgerlich wurde. Die Familie de Martial oder von Martial stammt vermutlich von dem im 12. Jahrhundert genannten Geschlecht der de St. Martial aus Saint Martial, nahe Limoges, in der Präfektur Limousin ab. Hier wären noch die französischen Zweige der Familie, de Martial de la Roche Hugon und de Martial de Boissé zu nennen.

## Luxemburgische Linie
Um 1400 ließ sich ein Zweig der Familie im Luxemburgischen, im ehemals burgundischen Reichskreis
(im heutigen Belgien, Provinz Luxemburg), welches zum Heiligen Römischen Reich gehörte, nieder. Hier erscheint Urkundlich Mitte des 16. Jahrhunderts die Familie mit dem noble Adrian Martial und der honneste Dame Jeanne Pirad als Herren von Frandeux (bei Namur). Laut einem Dokument im Archiv Namur heißt es Les Martial se sont prétendu nobles (die Familie Martial gibt vor, adelig zu sein), kann aber ihre Herkunft nicht nachweisen. Andere Quellen (Papiers de Bleret/Archiv Namur) belegen aber, dass bereits 1408 der Seigneur Martial administrative Aufgaben für den Bezirk Frandeux wahrgenommen hat. Auch darum scheint man der Familie mit „adeligem Respekt“ zu begegnen. Die Martials erwerben mit Wautier, Rittmeister und Kapitän-Major von Briquemont und seiner Ehefrau Marguerite Bechet, Tochter des Philippe Bechet und der Catherine Kaye, am 2. Dezember 1622 Schloss Frandeux bei Rochefort. 1650 erhielt Frandeux die Gerichtsbarkeit.
Wappen der Familie de Martial de Frandeux vor 1696. Im Unterschied zur Rheinischen Linie derer von Martial, trägt der Adler im Wappen der Familie de Martial ein rotes Herz auf der Brust. Die Darstellung aus dem Jahre 1696 stammt aus einem Wappenbuch für das Herzogtum Lorraine (Lothringen).
Aus der Ehe des Wautier de Martial († 3. Mai 1634) und der Marguerite de Bechet († 15. August 1636) ging unter anderem Lambert de Martial hervor, der in die alte luxemburgische Adelsfamilie de Scouville (auch Scoville) einheiratete.
Seine Frau war Madeleine de Scouville, Tochter des Gilles de Scouville, Generalbevollmächtigter des Spanischen Königs in Luxemburg. Ihr Sohn Jean Baptiste Maximilien Charles, Johann Baptist Max Carl von Martial begründete den Rheinischen Zweig der Familie.

## Rheinische Linie
Johann Baptist Max Carl von Martial war Oberst in der kurpfälzischen Armee und erhielt am 29. März 1708 das Freiherrendiplom. Am 20. Mai 1711 erhielt er von Kurfürst Johann Wilhelm von der Pfalz das Reichsvikariats-Freiherrendiplom mit dem vererbbaren Prädikat wohlgeboren und mit der Bestätigung des althergebrachten Wappens. Johann Baptist Max Carl von Martial war mit Maria Anna Agnes von Baexen verheiratet, die Burg Veynau mit in die Ehe brachte. Außerdem erwarb die Familie Anfang des 18. Jahrhunderts die Herrlichkeiten Moestroff und Noville im Luxemburgischen und die Herrlichkeit Gartzem.
Maria Anna Agnes von Baexen († 27. Mai 1737) wurde im Kloster Ravengiersburg beigesetzt.
Der Sohn Johann Werner Philipp Anton von Martial († 1746) war kurpfälzischer Rittmeister und Kammerherr. Er war verheiratet mit Philippina Odilia Freifrau von Gymnich zu Vlatten und erhielt hierdurch Gut Birlinghoven. Außerdem erwarben die beiden um 1725, durch den Erlös des Verkaufes der Herrschaft Noville mit all ihren Gütern, die Wasserburg Peppenhoven bei Rheinbach, die bis Anfang des 19. Jahrhunderts im Besitz der Familie bleiben sollte.

Grundkarte der Burg Herrenbröl 1828 mit dem geteilten Besitz derer von Martial. Die obere Hälfte der Insel und die linksseitigen Ländereien gehörten Franz Clemens von Martial, die untere Hälfte und die rechtsseitigen Grundstücke Franz Adolph von Martial. Das Gebäude oberhalb des Baches ist die Mühle des Bürgermeisters Heismann.

Deren Sohn Carl Georg Jakob (~ 14. Juli 1738 Stieldorf) ehelichte am 26. September 1763 in Mülheim am Rhein Catharina Gertrud Thurn († 10. Oktober 1768) aus Mülheim. In zweiter Ehe heiratete er am 21. Januar 1770 Maria Carolina Franzisca Freiin von Neunkirchen genannt Nievenheim aus Herrenbröl. Die Familie lebte auf dem Hof Birlinghoven.
Deren Kinder waren:
1. Franz Christoph Michael Benedict (* 22. Januar 1765; † 1. September 1826 in Beuel), Soldat und Gastwirt Zum schwarzen Adler in Bonn-Beuel
2. Godfriede Henriette Maria Josephina (* 24. Oktober 1766; † 19. März 1840), Erbin von Gut Birlinghoven und Ehefrau des Landrates Franz Joseph Scheven (1766–1837)
3. Johanna Caroline Henriette (* 29. September 1768; † 23. April 1827), Erbin des Gutes Peppenhoven bei Rheinbach, heiratete am 28. April 1791 Peter Müller und wohnte im Freigut Ruppichteroth-Harth und im Freigut Ruppichteroth-Fußberg.
4. Johann Franz Adolph Wolfgang (* 11. November 1773; † 1. Juli 1830), Besitzer von Burg Herrenbröl, verheiratet am 30. August 1796 mit Elisabeth Werner aus Bonn
5. Franz Ferdinand Clemens (* 16. Oktober 1780; † 14. Mai 1831 Herrenbröl), verheiratet mit Anna Catharina Stahl und später Anna Gertrud Happ. Die zwei bekannten Kinder starben früh.
6. Maria Johanna Magdalena (* 20. März 1788), verheiratet mit Bertram Simons
7. drei weitere, namentlich nicht bekannte Kinder.

Als letzter Besitzer von Teilen der Burg Herrenbröl erscheint einer der Söhne von Johann Franz Adolph Wolfgang von Martial, Josef von Martial, verheiratet mit Anna Theresia Kalberkamp.
Er musste den Besitz wenige Jahre vor seinem Tod 1894 verkaufen.
Seinem Sohn Carl von Martial, um 1865 Offizierszögling zu Jülich, wurde wegen Verfehlungen im Dienste sein Adelstitel 1867 aberkannt.
Carl Martial trug diesen jedoch – illegal – weiter. Erst 1900 wurde das Heroldsamt zu Berlin auf seinen Fall aufmerksam.
Der Adelszusatz wurde aus sämtlichen Geburtsregistern in Ruppichteroth und Düsseldorf, wo er geheiratet hatte und seine Kinder geboren waren, im März 1900 gestrichen.
Die Familie wurde bürgerlich. Die übrigen Nachfahren des Josef Freiherrn von Martial tragen ihren Namen – von Martial – bis heute.
Carl (von) Martial nahm sich im April 1900 das Leben.

## Wappen
Das Wappen derer von Martial zu Burg Herrenbröl ist geviertelt. Im 1. und 4. Viertel steht ein goldener Adler, im 2. und 3. Viertel liegen jeweils vier blaue, nach links schrägliegende Balken. Der gekrönte Helm ist mit einem Myrtenzweig geschmückt und weist eine blau-weiße Decke auf.

## Namensträger
- Johann Baptist Max Carl von Martial († 13. April 1743 auf Burg Veynau), Oberamtmann zu Simmern und Generalfeldmarschall